# レッドストーン (ロケット)

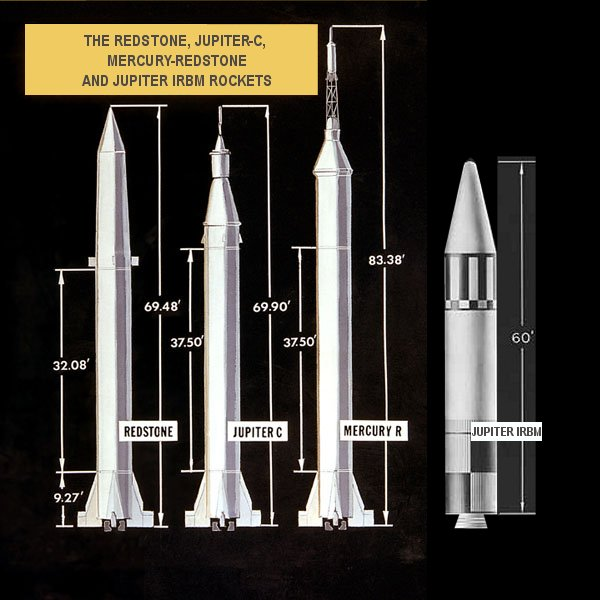
レッドストーン、ジュノーI、Mercury-Redstone and ジュピターの比較

レッドストーンシリーズは1950年代から1960年代にかけて使用されたアメリカ合衆国の弾道ミサイル、観測ロケット、使い捨て型ロケットである。最初に開発されたPGM-11弾道ミサイルから各機種が派生した。アメリカ合衆国にとって最初の大型ロケットであり、改良されたレッドストーンによってアメリカ初の人工衛星や宇宙飛行士が打ち上げられた。

## PGM-11 レッドストーン
レッドストーンの最初の打ち上げは1953年であり、ヴェルナー・フォン・ブラウンらによって開発された。単段式液体燃料ロケットである。PGM-11 レッドストーンは短距離地対地弾道ミサイルとして1958年6月から1964年6月までアメリカ陸軍で使用された。西ドイツに配備された。アメリカ陸軍弾道ミサイル局(ABMA)の発注により、クライスラーが製造した。

## ジュピターA
ジュピターAはレッドストーンの最初の派生型である。開発試験機材は後に中距離弾道ミサイルであるPGM-19 ジュピターの開発にも使用された。

## ジュピターC
ジュピターCは1956年から1957年にかけて使用された観測ロケットである。レッドストーンに固体燃料ロケットを2段加え3段式にしたロケットで、3回の打上げが行われている。再突入試験の結果は、後のPGM-19 ジュピター・ミサイルの開発に生かされている。

## ジュノーI
ジュノーIはジュピターCの派生型で、ジュピターCに一段を加え、4段式にしたロケットである。1958年1月31日アメリカの初の人工衛星であるエクスプローラー1号の打ち上げに使用された。
アメリカはABMAによってソビエト連邦よりも早く1956年8月に人工衛星を打ち上げる事を目指していたが、アイゼンハワー委員会がアメリカ初の人工衛星の打ち上げは軍用ミサイルの派生機種よりも文民で開発したロケットで打ち上げる事を求めた。ヴァンガードロケットはこの目的の為に開発中であったため、委員会はABMAに研究の監督を依頼した。しかし、ヴェルナー・フォン・ブラウンは如何なる衛星の打ち上げにも参加出来なかった。ヴァンガードロケットは1957年12月の発射後に発射台に落ちて爆発し、最初のヴァンガード衛星の打ち上げに失敗した。委員会は陸軍とABMAとフォン・ブラウンに出来る限り早く予備の衛星の打ち上げる事を求めた。ジュノーIはこの状況に対し、迅速に対応し開発された。

## マーキュリー-レッドストーン
マーキュリー・レッドストーンロケット(MRLV)は、ジュピターCから派生したロケットである。上段部に宇宙船を搭載したことにより、全長が延びている。マーキュリー計画において1960年から1961年に6回の弾道飛行に使用され、アメリカ初の有人宇宙飛行も2回含まれる。:
- マーキュリー・レッドストーン1号, 打ち上げ中止,4in(100mm)浮上した
- マーキュリー・レッドストーン 1A, 無人飛行に成功
- マーキュリー・レッドストーン2号, チンパンジーのハムを運んだ
- マーキュリー・レッドストーン BD, ブースターの開発 - 有人飛行前の最終打ち上げ
- マーキュリー・レッドストーン3号, (フリーダム 7), アメリカ初の有人宇宙飛行 アラン・シェパードが搭乗した。
- マーキュリー・レッドストーン4号, (リバティーベル 7), アメリカにとって2回目の有人飛行, ガス・グリソムが搭乗した。

## サターン
サターンロケットシリーズであるサターンIとIBもレッドストーンの派生型である。レッドストーンとジュピターミサイルの推進剤タンクを束ねて8基のジュピターのエンジンをロケットの1段目に用いた。初期の開発はABMAにて行われ、NASAのアポロ計画に受け継がれた。アメリカ初の重量物打ち上げロケットで、1961年に初めて打ち上げられた。

## スパルタ
スパルタロケットの名称は、1966年から1967年のレッドストーンミサイルに2基の固体燃料上段を搭載したアメリカ・イギリス・オーストラリアの共同研究計画に由来する。スパルタはWRESAT衛星を打上げ、これがオーストラリアから打ち上げられた初の人工衛星になった。